# Vicenda SME
La vicenda SME riguarda la fallita privatizzazione dell'azienda SME (parte del gruppo IRI) a metà degli anni 1980 e la successiva vendita avvenuta a metà degli anni 1990.
La SME, inizialmente società operante nel settore elettrico nel sud Italia, era divenuta a partire dagli anni 1960 uno dei maggiori gruppi dell'industria alimentare italiana.

## Passaggio da società elettrica a società agro-alimentare
Al momento della nazionalizzazione dell'energia elettrica negli anni sessanta la SME, come altre aziende elettriche, fu espropriata ed indennizzata con denaro contante. 
Tale denaro fu poi impegnato in gran parte nel settore agro-alimentare, con l'intenzione di diventarne un polo industriale, fare profitti ed anche agevolare la commercializzazione e la trasformazione dei prodotti agricoli.
Raccolse una serie di marchi ed aziende operanti nella trasformazione dei prodotti agro-alimentari, Alemagna, Bertolli, Cirio, Mellin, Motta, Star, Pavesi, De Rica, Surgela.
Tuttavia ciò avveniva senza un grande successo in termini di bilancio.
Si perse così l'occasione di avere un grande gruppo agro-alimentare italiano in grado di competere sui mercati esteri alla pari dei colossi del settore.

## L'orientamento a privatizzare
Nel 1985 il governo italiano, di cui era Presidente del Consiglio Bettino Craxi, decise la privatizzazione del comparto agro-alimentare dell'IRI, nel quadro della privatizzazione di alcune partecipazioni statali definite non strategiche. In particolare le aziende del comparto agro-alimentare presentavano bilanci non positivi, solo nel 1984 la SME era giunta all'attivo, la SIDALM sempre negativa.
Il consiglio di amministrazione dell'IRI fu incaricato della attuazione della decisione, attuando trattative e accordi preliminari in tal senso, da presentare all'esecutivo al quale permaneva la decisione finale.

## Accordo preliminare

Romano Prodi e Luigi Granelli nel 1985.

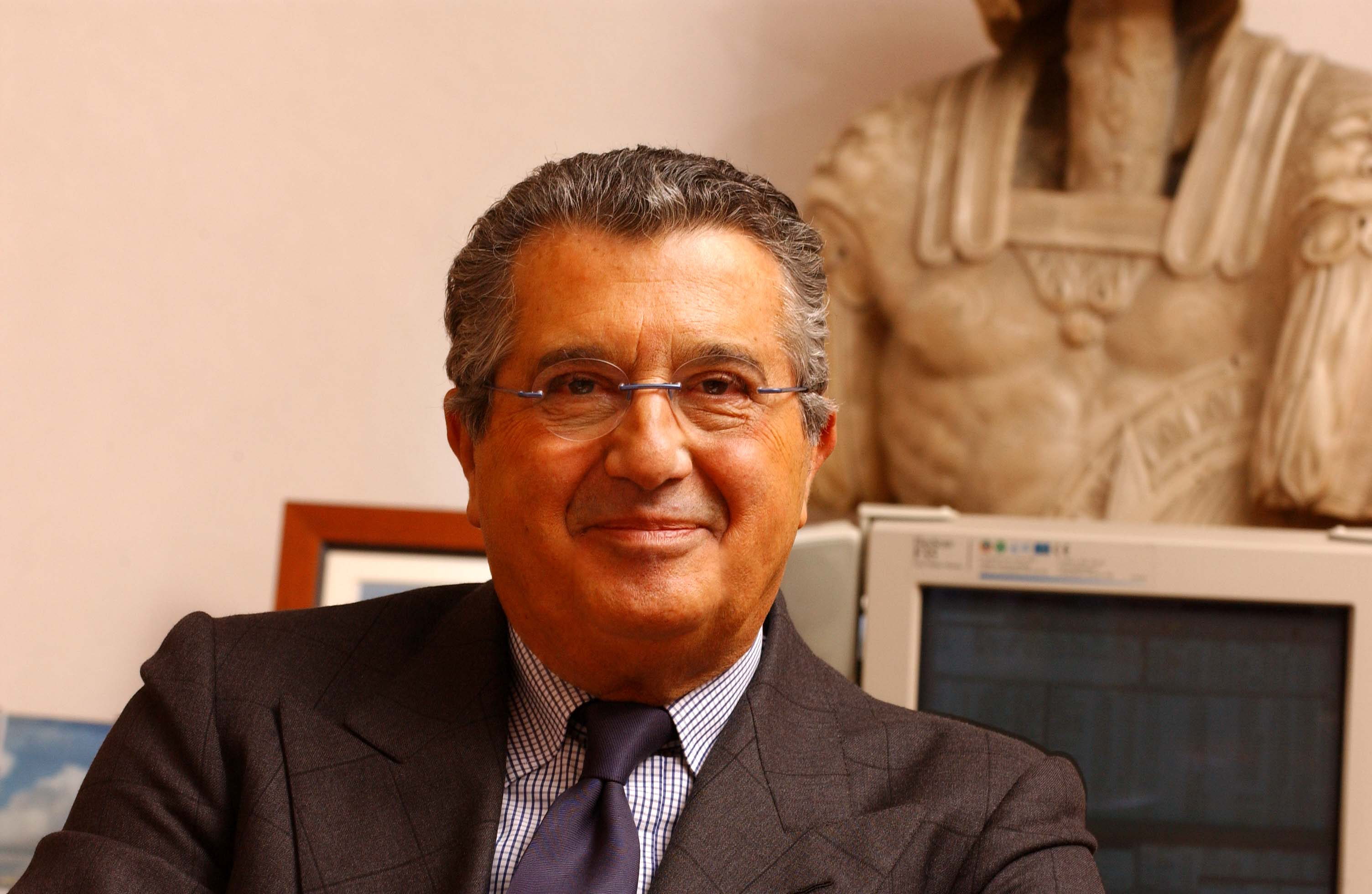
Carlo De Benedetti nel 1985.

In attuazione di tale direttiva, l'IRI sondò il mondo imprenditoriale per verificare la disponibilità all'acquisto. Furono informati ad esempio la famiglia Fossati, Pietro Barilla, Michele Ferrero e Silvio Berlusconi, i quali risposero che potevano essere di loro interesse solo alcuni rami dell'azienda, che l'intero gruppo era troppo grande e caro. L'unico disposto ad accollarsi l'intero acquisto della SME-SIDALM risultò Carlo De Benedetti. Le quotazioni di borsa di quel periodo valutavano la partecipazione dell'IRI a circa 500 miliardi.
Il 29 aprile 1985 Romano Prodi, in qualità di presidente dell'IRI, e Carlo De Benedetti in qualità di presidente della Buitoni, stipulavano un accordo preliminare per la vendita del pacchetto di maggioranza, 64,36% del capitale sociale, della SME, finanziaria del settore agro-alimentare dell'IRI, per 437 miliardi di lire da pagare in quattro rate, entro fine dicembre 1986. Tale dilazione al tasso del 14% semplice portava il valore della transazione a 497 miliardi. Questo prezzo corrispondeva ad un prezzo di 1.107 lire per azione: la quotazione di borsa era di 1.275 lire per azione. Buitoni avrebbe avuto il 51%, mentre il rimanente 13,36% sarebbe andato a Mediobanca e IMI. Faceva parte dell'accordo anche la vendita dell'IRI alla Buitoni dell'intero capitale sociale della SIDALM (panettoni e cioccolatini Motta e Alemagna) per 1 lira (aveva un valore di avviamento negativo).
Il documento prevedeva che entro il 7 maggio successivo il presidente dell'IRI avrebbe presentato l'accordo al consiglio d'amministrazione dell'IRI con suo parere positivo, e avrebbe richiesto all'autorità di governo la necessaria approvazione. Delle trattative erano stati informati solo il comitato di presidenza dell'IRI e il ministro delle partecipazioni statali Clelio Darida.

## Altre offerte
Il consiglio di amministrazione dell'IRI, del quale solo il comitato di presidenza già era informato della trattativa, approvò il 7 maggio.
Il Governo, del quale solo Darida era al corrente della trattativa, richiese una verifica sull'opportunità dell'operazione e Bettino Craxi dichiarò: «Se ciò che ci viene proposto risulterà un buon affare lo faremo. Se no, no». Si poneva quindi un problema di valutazione economica e sociale. Il governo aveva tuttavia un termine temporale entro il quale esprimere parere negativo o positivo.
Nel frattempo la notizia della trattative diventò pubblica, e anche i valori economici.
Il 24 maggio (la scadenza per l'entrata in vigore dell'accordo, già prorogata dal 10 maggio, era prevista per il 28) l'IRI ricevette dallo studio legale dell'avvocato Italo Scalera un'offerta per 550 miliardi (10% in più dell'offerta Buitoni, il minimo per rilanciare). L'offerta non indicava i nomi dei mandanti, che sarebbero apparsi solo al momento dell'eventuale stipula, e l'avvocato Scalera, dopo quella prima ed unica lettera, non ebbe più contatti con l'IRI. Il 27 maggio il ministro Darida ingiunse quindi all'IRI di esaminare la nuova offerta e di astenersi dal definire l'operazione con Buitoni (già ratificata dal CdA dell'IRI all'unanimità il 7 maggio), in attesa della deliberazione del CIPI (Comitato Interministeriale per la Politica Industriale), che arriverà poche ore dopo dando il via libera all'operazione Buitoni. Il 28 la stessa Commissione bilancio della Camera approverà l'iniziativa dell'IRI.
Poco prima della mezzanotte del 28 maggio, data di scadenza dei termini, arriva un'offerta via telex di 600 miliardi (altro rilancio minimo del 10%), apparentemente più vantaggiosa, da una cordata, la IAR (Industrie Alimentari Riunite) composta da Barilla, Ferrero, Fininvest, a cui successivamente si aggiungerà Conserva Italia, lega di cooperative «bianche».
A seguito si aggiungeranno ulteriori offerte:
- Un'offerta dell'Unicoop.
- Un'offerta della Lega delle Cooperative per 600 miliardi.
- Un'offerta della Cofima, una cordata di imprenditori meridionali per 620 miliardi.

L'IRI, su direttiva del Ministero delle partecipazioni statali e del CIPI, cominciò l'esame comparato delle offerte, ma arrivò la decisione del governo.

## La decisione del governo
Il governo, dopo aver analizzato la situazione, anche alla luce delle situazioni occupazionali, pareri sindacali, e di politica generale, non diede la prescritta autorizzazione di vendita a nessuno dei potenziali compratori e ritenne di mantenere la SME nell'ambito pubblico.
Il 15 giugno la vendita della SME fu annullata con un decreto. L'azienda non fu venduta né a De Benedetti né alla cordata Barilla-Ferrero-Fininvest, né a nessuno degli altri concorrenti.
Questo nonostante l'aumento dell'importo conseguibile, in seguito alle nuove offerte.

## Il ricorso Buitoni
Il gruppo Buitoni, che aveva siglato con l'IRI l'accordo preliminare di acquisto, ricorse alla magistratura, sostenendo che l'accordo preliminare fosse valido indipendentemente dal nulla osta governativo, l'intervento delle cordate concorrenti fosse strumentale in quanto le offerte stesse non si erano poi trasformate in nessun atto concreto.
De Benedetti chiese immediatamente il sequestro giudiziario delle azioni SME, confidando che la giustizia gli avrebbe dato ragione. Il 25 giugno il tribunale di Roma, presieduto da Carlo Guglielmo Izzo, negò la richiesta. Ci furono quindi tre gradi di giudizio davanti alla magistratura ordinaria (Tribunale, Corte d'appello e Corte di Cassazione), per definire se l'accordo fosse da ritenere valido, nonostante la marcia indietro del governo (che, inizialmente, nella persona del ministro Darida e tramite il CIPI aveva dato il via libera).
Il giudizio di primo grado diede parere negativo a De Benedetti, così come la Corte d'appello e la Cassazione, ribaltando però le motivazioni del primo grado: «Si deve convenire nell'assunto della Buitoni che non esisteva e non esiste disposizione di legge che prevede l'anzidetto potere di autorizzazione [governativa] nei confronti dell'IRI [a proposito] di cessione o trasferimento di partecipazioni ordinarie» (Sezioni Unite della Cassazione 13-25 marzo 1986).

## Tentativo di creare il polo agricolo alimentare
Il governo ritenne di mantenere la SME nell'ambito pubblico e furono fatti dei tentativi di potenziare la SME, in funzione di polo agroalimentare, con moderato successo. Negli anni successivi le aziende del comparto agroalimentare furono potenziate con investimenti di centinaia di miliardi per farle diventare un buon polo agroalimentare al servizio dell'agricoltura italiana.

## Vendita
Nel 1993, Prodi ritornò alla guida dell'IRI sotto il Governo di Carlo Azeglio Ciampi.
Per diminuire il complesso del debito pubblico fu ripreso il progetto di riduzione dell'apparato dell'IRI: la SME e diverse altre società dell'IRI furono vendute, e successivamente l'IRI stesso venne smantellato. Il miglioramento dell'efficienza della SME, avvenuto negli anni dal 1985 al 1995, e le diverse condizioni industriali e finanziarie intercorse in dieci anni, permisero di arrivare alle vendite frazionate: di Italgel (437 miliardi), Cirio-Bertolli-De Rica (310 miliardi) (acquirente Fisvi di Carlo Saverio Lamiranda) e GS e Autogrill (704 miliardi), oltre ad altre quote che fruttarono un totale di 2.044 miliardi di lire.
La vendita successiva fruttò oltre quattro volte il prezzo che l'IRI (e dunque lo Stato) avrebbe ottenuto sotto la guida Prodi. Anche applicando alcuni correttori finanziari, i ricavi ottenuti dalla vendita posticipata della SME furono di oltre il 30% maggiori che non nel caso proposto da Prodi, anche se non venne venduta in blocco e quindi mantenuta l'integrità dell'azienda.
Quindi, a distanza di dieci anni dal primo tentativo di vendita, il prezzo ottenuto fu più elevato ma non fu realizzato un polo agroalimentare italiano.

## Polemiche e code giudiziarie

### Polemiche sulla negazione del nulla osta governativo
Secondo una ricostruzione politica non da tutti condivisa, la vera motivazione dell'ostilità del governo Craxi non era per la vendita in sé, ma per il fatto che la vendita potesse andare ad accrescere il potere economico e di pressione del gruppo De Benedetti (comproprietario del gruppo Espresso) che insieme a Ciriaco De Mita configurava il cosiddetto «partito trasversale», contrapposto al cosiddetto CAF (l'asse Craxi, Andreotti, Forlani) che si andava formando e che alla fine prevalse.
A parziale conferma di ciò lo stesso Berlusconi, sentito al processo SME, dichiarò: «Craxi mi pregò in modo molto affettuoso, ma pressante, di mettermi in campo con la mia concretezza» per bloccare un'operazione «nata nel segreto, e inaccettabile».

### Accuse a Prodi sulla determinazione del prezzo
Le accuse che sono state rivolte a Prodi riguardano il prezzo stabilito nel 1985 per la vendita dell'intero complesso alimentare dell'IRI, SME-SIDALM. I detrattori hanno sempre sostenuto che fosse troppo basso. L'offerta era di 437 miliardi di lire da pagare entro la fine dell'anno successivo: tale dilazione al tasso del 14% semplice portava il valore della transazione a 497 miliardi. Questo corrispondeva ad un prezzo di 1.107 lire per azione: la quotazione di borsa era di 1.275 lire per azione.
Prima di decidere la vendita, fu eseguita una perizia commissionata dall'IRI ai professori dell'Università Bocconi di Milano, Roberto Poli e Luigi Guatri, due dei maggiori esperti di asset aziendali. I due periti valutarono l'intero valore della SME circa 700 miliardi. Il 64,36%, cioè la quota in vendita, corrispondeva a 448 miliardi, valutati 497 miliardi in quanto quota di controllo.
Gli stessi azionisti della IAR conclusero una perizia interna: Ferrero valutò 735 miliardi il 100% della SME, la Barilla 765 miliardi. Quindi la quota in gioco del 64,36% ammontava a 492 miliardi per la Barilla e 472,6 per la Ferrero, perfettamente in linea con le decisioni dei periti della Bocconi.

### Accuse sul rigetto del ricorso Buitoni
Il ricorso del gruppo Buitoni fu respinto dai tre gradi di giudizio: Tribunale, Corte d'appello e Cassazione.
Il Tribunale di Roma, guidato da Filippo Verde, aveva dato ragione all'IRI: nei confronti di questa sentenza ci furono sospetti che diedero origine a un'inchiesta e a un successivo processo. 
Secondo l'accusa la sentenza del Tribunale era stata comprata e il giudice Filippo Verde fu accusato di corruzione in atti giudiziari: successivamente il giudice fu assolto perché il fatto non sussiste.